# Kolohorî, Jîdaciv
Kolohorî (în ucraineană Кологори) este un sat în comuna Sokolivka din raionul Jîdaciv, regiunea Liov, Ucraina.

## Demografie
Componența lingvistică a localității Kolohorî
     Ucraineană (100%)
Conform recensământului din 2001, toată populația localității Kolohorî era vorbitoare de ucraineană (100%).